# Freaked
Freaked (bra: Freaklândia ou Freaklândia - O Parque dos Horrores) é um filme estadunidense, do ano de 1993, dos gêneros ficção científica, comédia e horror, dirigido por Tom Stern e Alex Winter, que também atuou. O filme também ficou conhecido com o título de Hideous Mutant Freekz.

## Elenco
| Nome                    | Personagem                         |
| ----------------------- | ---------------------------------- |
| Alex Winter             | Ricky Coogin                       |
| Michael Stoyanov        | Ernie                              |
| Megan Ward              | Julie                              |
| Randy Quaid             | Elijah C. Skuggs                   |
| Alex Zuckerman          | Stuey Gluck                        |
| Keanu Reeves            | Ortiz, o garoto cão                |
| Mr. T                   | A mulher barbada                   |
| Bobcat Goldthwait       | Cabecinha (voz) / Turista Sockhead |
| Brooke Shields          | Skye Daley, a apresentadora de TV  |
| William Sadler          | Dick Brian                         |
| Eduardo Ricard          | George Ramirez #1                  |
| Henry Carbo             | George Ramirez #2                  |
| Deep Roy                | George Ramirez #3                  |
| Mihaly 'Michu' Meszaros | George Ramirez #3                  |
| Brian Brophy            | Kevin                              |
| Morgan Fairchild        | Aeromoça                           |
| Jaime Cardriche         | Toad                               |
| Nicholas Cohn           | Bob Vila Look-A-Like               |
| Derek McGrath           | Worm                               |
| Jeff Kahn               | Nosey                              |
| John Hawkes             | Cowboy                             |
| Karyn Malchus           | Sockhead                           |
| Lee Arenberg            | A chama eterna                     |
| Patti Tippo             | Rosie                              |
| Tim Burns               | Homem-Rã                           |
| Don Stark               | Editor                             |
| Arturo Gil              | Clown                              |
| Tom Stern               | Milkman                            |
| Gibby Haynes            | Cheese Wart                        |
| Pamela Mant             | Freira                             |
| Joe Baker               | Professor Nigel Crump              |
| Calvert DeForest        | Larry 'Bud' Melman                 |
| Michael Gilden          | Eye                                |
| Joseph S. Griffo        | N. Eye                             |
| Ray Baker               | Bill Blazer                        |
| J.D. Silvester          | Ciclista                           |
| David Bowe              | Assistente EES                     |
| Chuck Bulot             | Policial do FBI                    |
| David Roberson          | Rapaz do FBI                       |
| J.B. Rogers             | Outro rapaz do FBI                 |
| Jack Yates              | Segurança                          |
| Sean Clark              | Ciclista com pipoca                |

## Prêmios e indicações
- Indicado

Academy of Science Fiction, Fantasy & Horror Films[carece de fontes?]
Categoria Melhor Make-Up Screaming Mad George e Steve Johnson
Sitges - Catalonian International Film Festival[carece de fontes?]
Categoria Melhor Filme Tom Stern e Alex Winter
- Ganhou

Fantafestival[carece de fontes?]
Categoria Melhor A criatura do filme
Gérardmer Film Festival[carece de fontes?]
Categoria Melhor Vídeo Tom Stern e Alex Winter